# Diecezja Chilaw
Diecezja Chilaw (łac. Diœcesis Chilavensis) – diecezja rzymskokatolicka w Sri Lance, powstała w 1939 z części terenu archidiecezji Kolombo.

## Główne świątynie
- Katedra: Katedra Najświętszej Maryi Panny w Chilaw

## Biskupi diecezjalni
- - Louis Perera OMI (1939, biskup–elekt[a])
- Edmund Peiris OMI (1939–1972)
- Frank Marcus Fernando (1972–2006)
- Valence Mendis (2006–2021)[b]
- Wimal Jayasuriya (od 2024)